# Đài thiên văn độ cao
Đài thiên văn độ cao (HAO) tiến hành nghiên cứu và cung cấp hỗ trợ và phương tiện cho cộng đồng nghiên cứu mặt trời trong các lĩnh vực vật lý mặt trời và nhật quyển, và ảnh hưởng của sự biến đổi mặt trời lên từ quyển, tầng điện ly và tầng khí quyển trên trái đất.
HAO là một phòng thí nghiệm của Trung tâm nghiên cứu khí quyển quốc gia (NCAR). NCAR được quản lý bởi Tập đoàn nghiên cứu khí quyển (UCAR) của và nhận được tài trợ đáng kể từ Quỹ khoa học quốc gia Hoa Kỳ (NSF).

## Sứ mệnh và tầm nhìn
Nhiệm vụ của HAO là tìm hiểu hành vi của Mặt Trời và tác động của nó đối với Trái đất, hỗ trợ, nâng cao và mở rộng khả năng của cộng đồng đại học và cộng đồng khoa học rộng lớn hơn, trong nước và quốc tế, và thúc đẩy chuyển giao kiến thức và công nghệ. Như đã nêu trong Kế hoạch chiến lược giai đoạn 2011-2015, tầm nhìn của HAO là: Thực hiện khoa học hàng đầu thế giới để hiểu một cách cơ bản và với khả năng dự đoán các nguồn và bản chất của biến thiên mặt trời và không gian địa lý; Cung cấp sự lãnh đạo và cơ sở khoa học để phục vụ cộng đồng rộng lớn hơn trong việc theo đuổi các mục tiêu khoa học này, đồng thời hỗ trợ và hưởng lợi từ cộng đồng NCAR; Hỗ trợ giáo dục và đào tạo các nhà nghiên cứu đầu tiên về vật lý và dụng cụ mặt trời; và Cung cấp sự vận động cho vật lý mặt trời, quảng bá kết quả của nó và nói lên tầm quan trọng xã hội của nó, với phần còn lại của NCAR, NSF, cộng đồng đại học và công chúng.
Các kính viễn vọng của HAO được đặt tại Đài thiên văn Mặt trời Mauna Loa, gần đỉnh núi lửa trên hòn đảo lớn Hawaii. Đài quan sát mặt trời của NCAR chia sẻ không gian trong khuôn viên Đài thiên văn Mauna Loa lớn hơn của NOAA. Các nhà nghiên cứu của HAO có trụ sở tại trụ sở NCAR, tại Boulder, Colorado.